# Lena Lückel
Lena Lückel (* 9. August 1995 in Bad Berleburg) ist eine deutsche Fußballspielerin, die beim FSV Gütersloh 2009 unter Vertrag steht.

## Karriere

### Verein
Lena Lückel begann ihre Karriere in ihrer Geburtsstadt beim VfL Bad Berleburg. Später wechselte sie in die B-Jugend der Sportfreunde Edertal, bevor sie zum FC Gütersloh 2000 wechselte. Dort noch in der Jugend aktiv spielte Lückel ab 2011 für den nun als FSV Gütersloh 2009 antretenden Verein in der 2. Fußball-Bundesliga. Am Saisonende 2011/12 stieg die Abwehrspielerin mit der Ostwestfälischen Mannschaft in die Bundesliga auf und nach der folgenden Spielzeit wieder ab.

### Nationalmannschaft
Lückel spielte zunächst in der Deutschen U-16 Nationalmannschaft und wurde im Jahr 2012 für die anstehende U-17-Europameisterschaft in der Schweiz eingeladen. Im Finale gegen Frankreich verwandelte sie den entscheidenden Elfmeter zum 5:4-Sieg. Mit den U-17 Juniorinnen nahm sie im September desselben Jahres an der Weltmeisterschaft dieser Altersklasse teil.

## Erfolge
- U-17-Europameisterschaft: 2012
- Aufstieg in die Bundesliga 2012